# Liste der Brücken über den Amsterdam-Rhein-Kanal
Die Liste der Brücken über den Amsterdam-Rhein-Kanal umfasst alle bestehenden Brücken über den Amsterdam-Rhein-Kanal auf. Der 72 Kilometer lange Kanal führt von der niederländischen Hauptstadt Amsterdam in der Provinz Noord-Holland durch die Provinzen Noord-Holland, Utrecht und Gelderland nach Tiel in der Provinz Gelderland. Bei einer Breite zwischen 100 und 120 Metern weist er einen Kanalpegel zwischen −6 und −5 Meter NAP auf.
| Ort                | Name                                   | Funktion        | Verkehrsweg                                            | Bild                        | Koordinaten                 |
| ------------------ | -------------------------------------- | --------------- | ------------------------------------------------------ | --------------------------- | --------------------------- |
| Amsterdam          | Amsterdamsebrug                        | Straßenverkehr  | Zuiderzeeweg                                           |                             | 52° 21′ 57″ N, 4° 57′ 27″ O |
| Amsterdam          | Zeeburgerbrug                          | Straßenverkehr  | A10 · E35                                              |                             | 52° 21′ 26″ N, 4° 57′ 59″ O |
| Amsterdam          | Nesciobrug                             | Fuß-/Radverkehr | –                                                      |                             | 52° 21′ 23″ N, 4° 58′ 10″ O |
| Diemen             | Uyllanderbrug                          | Straßenverkehr  | S114                                                   |                             | 52° 20′ 12″ N, 5° 0′ 33″ O  |
| Muiden             | Muiderbrug                             | Straßenverkehr  | Diemerpolderweg/Maxisweg                               |                             | 52° 19′ 57″ N, 5° 0′ 53″ O  |
| Muiden             | Betlembrug                             | Straßenverkehr  | A9                                                     |                             | 52° 19′ 51″ N, 5° 0′ 57″ O  |
| Muiden             | Muiderspoorbrug                        | Schienenverkehr | Bahnstrecke Amsterdam–Zutphen Bahnstrecke Weesp–Leiden |                             | 52° 19′ 29″ N, 5° 1′ 3″ O   |
| Weesp              | Weesperbrug                            | Straßenverkehr  | N236                                                   |                             | 52° 18′ 10″ N, 5° 1′ 17″ O  |
| Nigtevecht         | Liniebrug                              | Fuß-/Radverkehr | –                                                      |                             | 52° 16′ 7″ N, 5° 1′ 6″ O    |
| Loenersloot        | Loenerslootsebrug                      | Straßenverkehr  | N201                                                   |                             | 52° 13′ 33″ N, 5° 0′ 24″ O  |
| Breukelen          | Breukelerbrug                          | Straßenverkehr  | Brugoprit                                              |                             | 52° 10′ 3″ N, 4° 59′ 44″ O  |
| Maarssen           | Maarsserbrug                           | Straßenverkehr  | Burgemeester Waverijnweg                               |                             | 52° 8′ 1″ N, 5° 2′ 21″ O    |
| Maarssen           | Zuilensebrug                           | Straßenverkehr  | N230                                                   |                             | 52° 7′ 49″ N, 5° 2′ 51″ O   |
| Utrecht            | Demka-spoorbrug                        | Schienenverkehr | Bahnstrecke Amsterdam–Arnhem                           |                             | 52° 6′ 38″ N, 5° 4′ 37″ O   |
| Utrecht            | Werkspoorbrug                          | Schienenverkehr | Bahnstrecke Amsterdam–Arnhem                           |                             | 52° 6′ 37″ N, 5° 4′ 37″ O   |
| Utrecht            | Vleutensespoorbrug (1969)              | Schienenverkehr | Bahnstrecke Utrecht–Rotterdam                          |                             | 52° 5′ 53″ N, 5° 4′ 38″ O   |
| Utrecht            | Vleutensespoorbrug (2018)              | Schienenverkehr | Bahnstrecke Utrecht–Rotterdam                          |                             | 52° 5′ 53″ N, 5° 4′ 38″ O   |
| Utrecht            | Hogeweidebrug                          | Straßenverkehr  | Vleutensebaan                                          |                             | 52° 5′ 52″ N, 5° 4′ 38″ O   |
| Utrecht            | Dafne Schippersbrug                    | Fuß-/Radverkehr | –                                                      |                             | 52° 5′ 14″ N, 5° 4′ 45″ O   |
| Utrecht            | De Meernbrug                           | Straßenverkehr  | Dominee Martin Luther Kinglaan                         |                             | 52° 4′ 44″ N, 5° 4′ 53″ O   |
| Utrecht            | Prins Clausbrug                        | Straßenverkehr  | Bevrijdingslaan/Churchilllaan                          |                             | 52° 4′ 16″ N, 5° 5′ 17″ O   |
| Utrecht            | Galecopperbrug                         | Straßenverkehr  | A12 · E30 · E35                                        |                             | 52° 3′ 38″ N, 5° 5′ 52″ O   |
| Utrecht            | Jutphasespoorbrug                      | Schienenverkehr | Stadtbahn Utrecht                                      |                             | 52° 3′ 11″ N, 5° 6′ 14″ O   |
| Utrecht            | Jutphasebrug                           | Straßenverkehr  | Europalaan/Taludweg                                    |                             | 52° 3′ 10″ N, 5° 6′ 15″ O   |
| Nieuwegein         | Nieuwegeinsebrug                       | Straßenverkehr  | N408                                                   |                             | 52° 2′ 34″ N, 5° 6′ 33″ O   |
| Nieuwegein         | Nieuwe Heemstederbrug                  | Fuß-/Radverkehr | –                                                      |                             | 52° 2′ 8″ N, 5° 6′ 58″ O    |
| Houten             | Houtensebrug                           | Straßenverkehr  | A27 · E311                                             |                             | 52° 1′ 31″ N, 5° 7′ 50″ O   |
| Schalkwijk         | Schalkwijksespoorbrug                  | Schienenverkehr | Bahnstrecke Utrecht–Boxtel                             |                             | 52° 0′ 21″ N, 5° 11′ 7″ O   |
| Schalkwijk         | Schalkwijksebrug                       | Straßenverkehr  | Schalkwijkseweg                                        |                             | 52° 0′ 20″ N, 5° 11′ 14″ O  |
| ’t Goy             | Goyerbrug                              | Straßenverkehr  | Beusichemseweg                                         |                             | 51° 59′ 17″ N, 5° 14′ 51″ O |
| Wijk bij Duurstede | Brücken über die Prinses Irenesluizen  | Straßenverkehr  | Romeinenbaan                                           |                             | 51° 58′ 6″ N, 5° 19′ 1″ O   |
| Wijk bij Duurstede | Brücken über die Prinses Irenesluizen  | Dienstverkehr   | –                                                      | 51° 58′ 5″ N, 5° 19′ 1″ O   |                             |
| Rijswijk           | Prinses Marijkesluisbrug               | Straßenverkehr  | Prinses Marijkesluisweg                                |                             | 51° 57′ 16″ N, 5° 21′ 19″ O |
| Rijswijk           | Ravenswaaysebrug                       | Straßenverkehr  | N320                                                   |                             | 51° 56′ 48″ N, 5° 22′ 36″ O |
| Zoelen             | Rooijensteinsebrug                     | Straßenverkehr  | N835                                                   |                             | 51° 55′ 24″ N, 5° 25′ 34″ O |
| Tiel               | Brücken über die Prins Bernhardsluizen | Straßenverkehr  | Grotebrugse Grintweg                                   |                             | 51° 54′ 14″ N, 5° 27′ 12″ O |
| Tiel               | Brücken über die Prins Bernhardsluizen | Schienenverkehr | Betuweroute                                            | 51° 54′ 13″ N, 5° 27′ 12″ O |                             |
| Tiel               | Brücken über die Prins Bernhardsluizen | Straßenverkehr  | A15 · E31                                              | 51° 54′ 12″ N, 5° 27′ 13″ O |                             |
| Tiel               | Brücken über die Prins Bernhardsluizen | Schienenverkehr | Bahnstrecke Elst–Dordrecht                             | 51° 54′ 11″ N, 5° 27′ 13″ O |                             |
| Tiel               | Brücken über die Prins Bernhardsluizen | Dienstverkehr   | –                                                      | 51° 54′ 11″ N, 5° 27′ 13″ O |                             |